# Aldmir
Aldmir, Oldmir, Aldmar – męskie imię germańskie, notowane w Polsce od XII wieku w formie Aldmirus, Oldmirus, a obecnie np. jako Aldemar, Aldomierz, Aldomir i Oldomierz. Pierwszy człon imienia, Ald– (stwniem. alt, stsas. ald, śrwniem. alt, średnio-dolno-niemiecki olt, alt) oznacza „stary”, drugi człon, -mar, pochodzi od stwniem. māri //-meraz – „sławny”. Staropolskie zdrobnienia od imion z pierwszym członem Ald- to: Olt, Olto, Holt, (Holto), Jolda (masc.), Jelda (masc.), Olda (masc.). 

## Aldmir, Oldmirimieninyobchodzi
- 24 marca, jako wspomnienie św. Aldemara (Adalmara), biskupa Kapui[5].

## Porównaj
- Olt Żyrowic – prawdopodobny kasztelan wyszogrodzki, potem wojewoda mazowiecki